# Esperanza Mendoza Holgado
Esperanza María Mendoza Holgado (Cáceres, Extremadura, España, 25 de diciembre de 1983) es una árbitro de baloncesto española de la liga ACB. Pertenece al Comité de Árbitros de Extremadura.Recientemente acaba de ser madre de una niña con su pareja actual, también árbitro de baloncesto de tercera federación, Saúl Pérez.

## Trayectoria
Se incorporó en la ACB junto a Arnau Padrós Feliu, Alfonso Olivares Iglesias, Alberto Sánchez Sixto y Javier Torres Sánchez. Procedente del grupo 1 de la Federación Española (LEB Oro y Liga Femenina). Ya, en el mismo 2017, la FIBA la nombró internacional, confirmando una progresión llamativa desde que en 2001 empezó a arbitrar, subiendo en 2005 a Liga EBA.
Después de siete temporadas en el Grupo 1 de la FEB, Esperanza Mendoza fue la primera mujer en dirigir un partido del playoff de la LEB Oro, el que enfrentó al Melilla Baloncesto y el Peñas Huesca en mayo de 2016. También dirigió una SuperCopa de España de la Liga Femenina y varias fases finales de la Copa de la Reina. En agosto de 2017 consiguió ser incluida en la lista de árbitros internacionales, consecuentemente debutó en la EuroCup Femenina.
Fue designada por la FIBA para dirigir partidos del Eurobasket femenino 2021 de Valencia y Estrasburgo, y para el Mundial U19 en Debrecen (Hungría).

## Temporadas
| Categoría        | País   | Año               |
| ---------------- | ------ | ----------------- |
| Categorías bases | España | 2001 - 2005       |
| Liga EBA         | España | 2005 - 2010       |
| Liga LEB         | España | 2010 - 2017       |
| Liga ACB         | España | 2017 - Actualidad |